# Addaru II
Addaru II (auch ŠE II oder dirig) leitete sich im babylonischen Mond- und Normalkalender vom akkadischen Namen des Monats Addaru  ab, der als Namensgeber für diesen Schaltmonat fungierte. Das Jahr, das den Schaltmonat Addaru II (XII2) beinhaltete, trug die Zusatzbezeichnung „DIR“. 
Da im Monat Tašritu gemäß der babylonischen Quellen entweder das erste Neulicht oder der erste Vollmond des Herbstes lag, begann der Schaltmonat Addaru im Normalfall zwischen dem 3. März und dem 22. März. Im Jüdischen Kalender, der von den Juden während des Babylonischen Exils zwischen 586 und 536 v. Chr. aus dem Babylonischen Kalender übernommen wurde,  entspricht der Addaru dem Monat Adar, ebenfalls ein Schaltmonat.